# Província de Armagh (Igreja da Irlanda)
As Províncias Unidas de Armagh e Tuam, comumente chamadas de Província de Armagh, e também conhecidas como Província do Norte, são uma das duas províncias eclesiásticas que juntas formam a Igreja Anglicana da Irlanda; a outra é a Província de Dublin. A província existe desde 1833, quando a antiga Província de Armagh foi fundida com a Província de Tuam. O Arcebispo de Armagh é seu bispo metropolitano.

## Âmbito geográfico
Existem seis dioceses sufragâneas na província, que cobrem toda a Irlanda do Norte e, na República da Irlanda, os condados de Donegal, Monaghan, Cavan, Louth, Leitrim, parte de Sligo, Roscommon (exceto seu extremo sul), Longford. Ela cobre aproximadamente metade da ilha da Irlanda.
As dioceses são:
- Armagh;
- Clogher;
- Connor;
- Derry e Raphoe;
- Down e Dromore;
- Kilmore, Elphin e Ardagh.